# Dog Islands

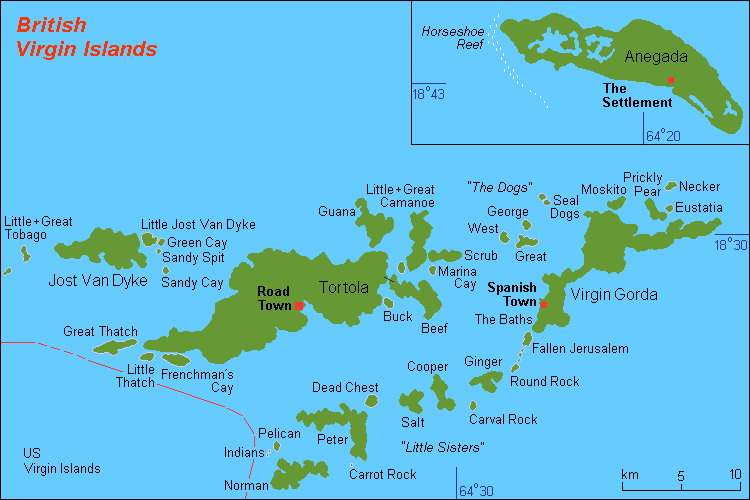
Britische Jungferninseln

Die Dog Islands sind eine aus vier kleinen Inseln bestehende Inselgruppe der Britischen Jungferninseln.

## Geographie
Die Dog Islands befinden sich etwa 10 km nordöstlich von Tortola, der Hauptinsel der Britischen Jungferninseln, und etwa 4 km nordwestlich von Virgin Gorda in der Meerenge Sir Francis Drake Channel.
Die unbewohnten Inselchen sind vulkanischen Ursprungs und haben eine Gesamtfläche von etwa 0,7 km² (173 ac).
Zu der Gruppe gehören die vier Eilande:
- Great Dog Island, Hauptinsel, etwa 0,40 km² (98 acres),[1]
- George Dog Island, etwa 0,18 km² (44 acres),[1]
- West Dog Island, etwa 0,11 km² (27 acres),[1]
- sowie das sehr kleine Cockroach Island mit etwa 0,02 km² (4 acres).[1]

Die beiden etwa 3 km nordöstlich gelegenen Seal Dog Islands werden mitunter auch zu den Dog Islands gezählt, sind aber geographisch kein Teil der Inselgruppe.
Die Gewässer um die Dog Islands bieten einige attraktive Tauchmöglichkeiten.